# Development hell
Development hell (eller development limbo; ungefärligt översatt till produktionshelvetet vad gäller film och utvecklingshelvetet vad gäller spel) är en term som används inom mediaindustrin. Termen syftar till projekt som blir fast i produktionsfasen under en ovanligt lång tid utan att bli färdigställda. Detta kan beröra filmer, TV-program, filmmanuskript, datorprogram, musikalbum, koncept eller idéer. Mjukvara eller hårdvara som torgförs av utvecklare långt innan det är färdig, men som sedan aldrig tycks dyka upp på marknaden, brukar benämnas som "vaporware". Bland filmer och filmmanuskript brukar detta fenomen benämnas som "vaporfilm".

## Exempel

### Spel
- Duke Nukem Forever är ett känt exempel på vaporware. Det utannonserades i april 1997, men släpptes inte förrän i juni 2011.
- Chrono Break var ett spel som varumärkeregistrerades i december 2001, men som vid utgången av upphovsrättsskyddet 2012 ännu inte hade släppts.
- Final Fantasy Versus XIII är ett spel som utannonserades på E3 2006, men som döptes om till Final Fantasy XV och släpptes under 2016.
- The Last Guardian som började utvecklas 2007, utannonserades 2009, men inte släpptes förrän i december 2016.

### Filmer
- Kappan (Шине́ль, Sjinel) är en rysk animerad film som varit i produktion sedan 1981.
- The Thief and the Cobbler håller Guinness världsrekord som den film med längst produktionstid (produktionen påbörjades 1964, men filmen släpptes inte förrän 1993).
- Fågeln och tyrannen, en fransk tecknad film som påbörjades 1948 och hade premiär 1980.
- Watchmen, som gick igenom flera byten av regissörer innan Zack Snyder tog över och skapade filmen som släpptes 2009.
- Mad Max: Fury Road, som påbörjades 1997 men inte släpptes förrän 2015.
- Stall-Erik och snapphanarna, som påbörjades 1996 och inte förväntas släppas förrän 2025.
- The 1 Second Film, som varit i produktion sedan 2001.

### Musikalbum
- Chinese Democracy, som började spelas in 1997 och lanserades först 2008.